# 종이 없는 사회
종이 없는 사회는 종이 소통(글로 쓴 문서, 우편 등)이 전자적인 통신과 저장으로 대체되는 사회를 의미한다. 이 개념은 1978년 프레드릭 윌프리드 랜캐스더가 만든 것이다. 게다가 도서관은 더 이상 인쇄된 문헌들을 관리할 필요가 없어진다. 또, 랜캐스터는 컴퓨터와 도서관들이 다른 사람들과 생활을 통해 정보를 제공받는 것과 같은 정보를 제공하지는 않게 될 것이라고 언급하였다.

## 같이 보기
- 디지털 미디어
- 정보화 사회